# Święci i błogosławieni rodziny dominikańskiej
Święci i błogosławieni rodziny dominikańskiej − ogłoszeni przez papieży świętymi i błogosławionymi członkowie zakonów należących do Rodziny Dominikańskiej założonych przez św. Dominika Guzmána tzn. dominikanów i mniszek dominikanek, zgromadzeń powstałych później w oparciu o duchowość dominikańską oraz tercjarzy dominikańskich.
Święto Wszystkich Świętych Zakonu Dominikańskiego obchodzone jest w liturgii przez członków rodziny dominikańskiej 7 listopada.

## Dominikanie

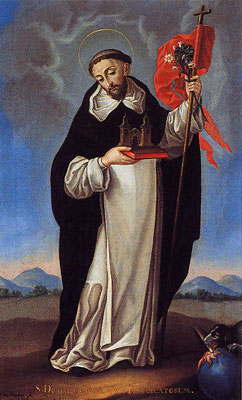
św. Dominik Guzmán

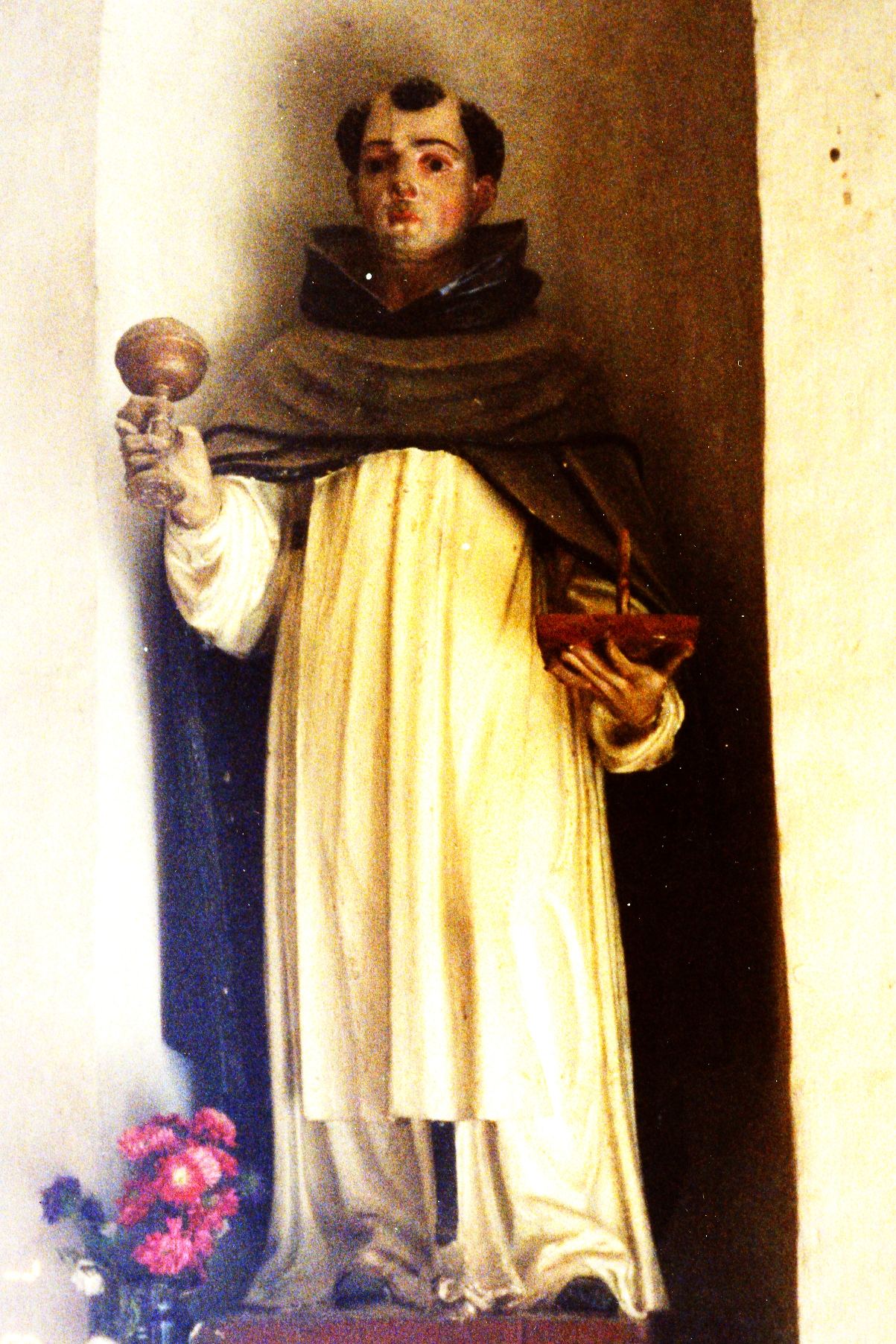
św. Jacek

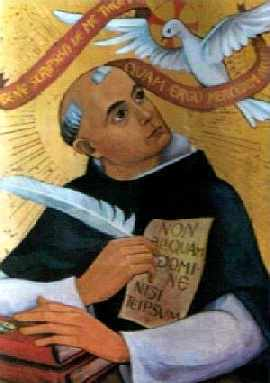
św. Tomasz z Akwinu

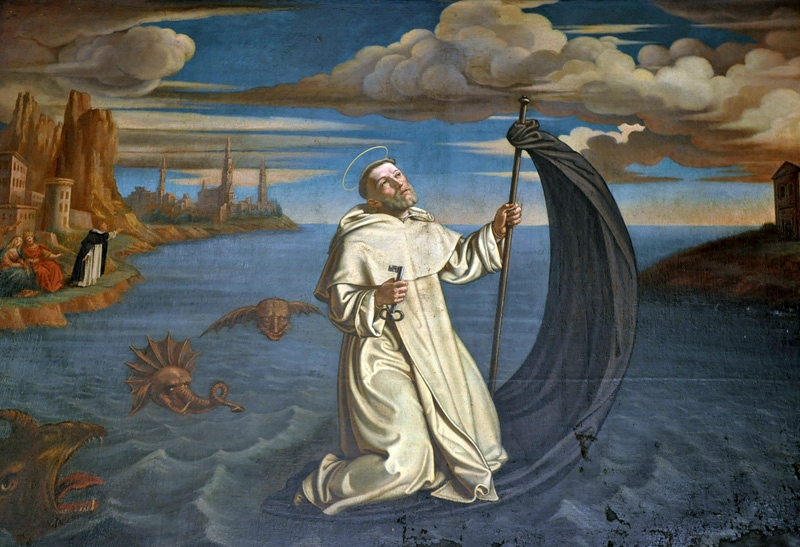
św. Rajmund z Penyafort

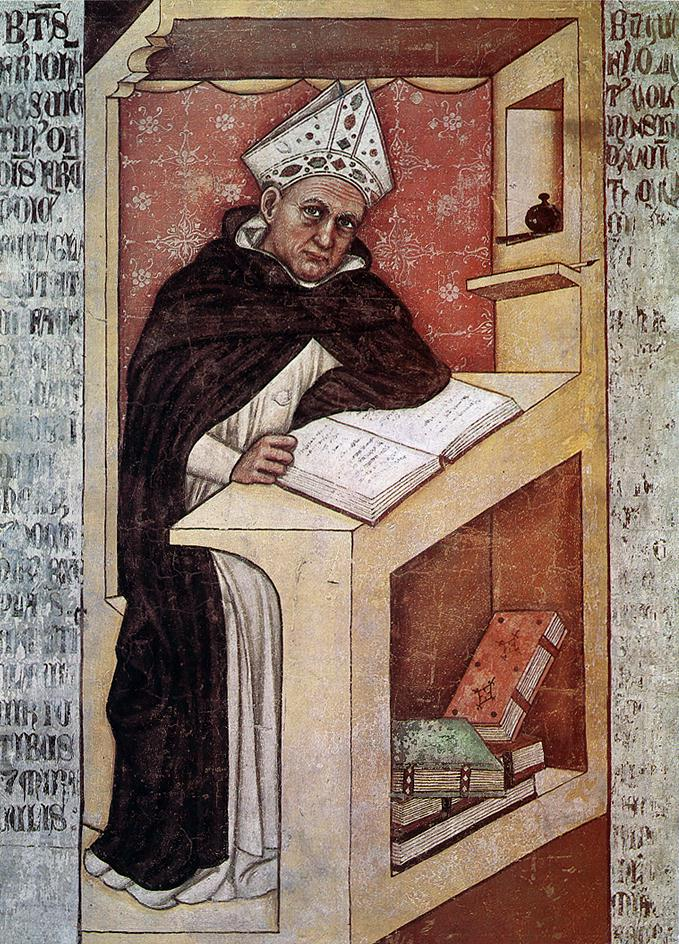
św. Albert Wielki

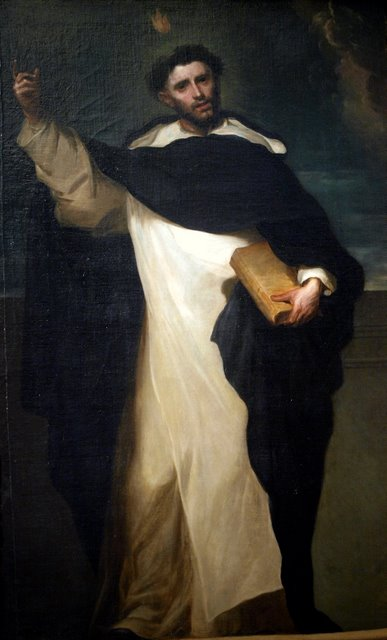
św. Wincenty Ferreriusz

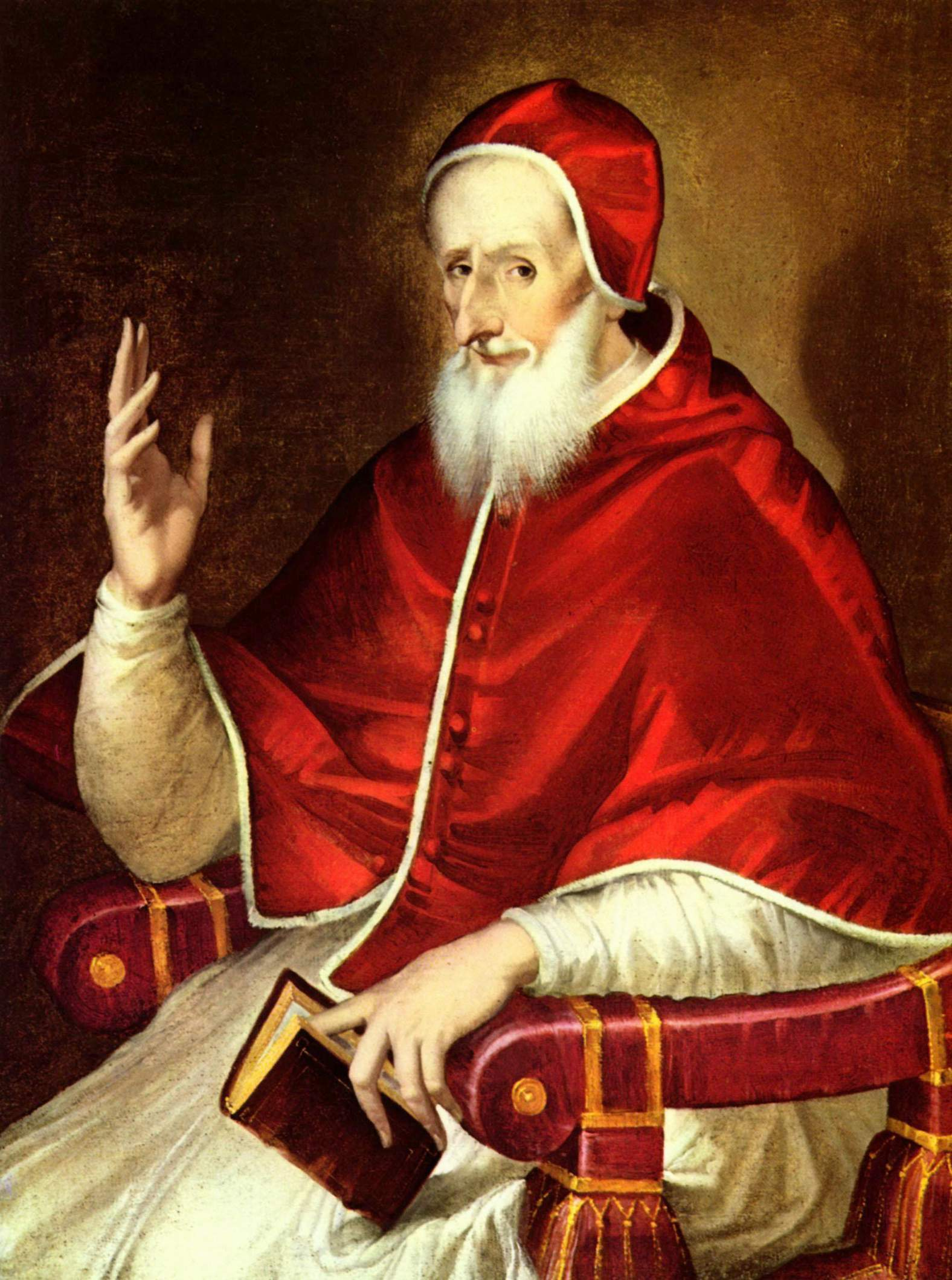
św. Pius V

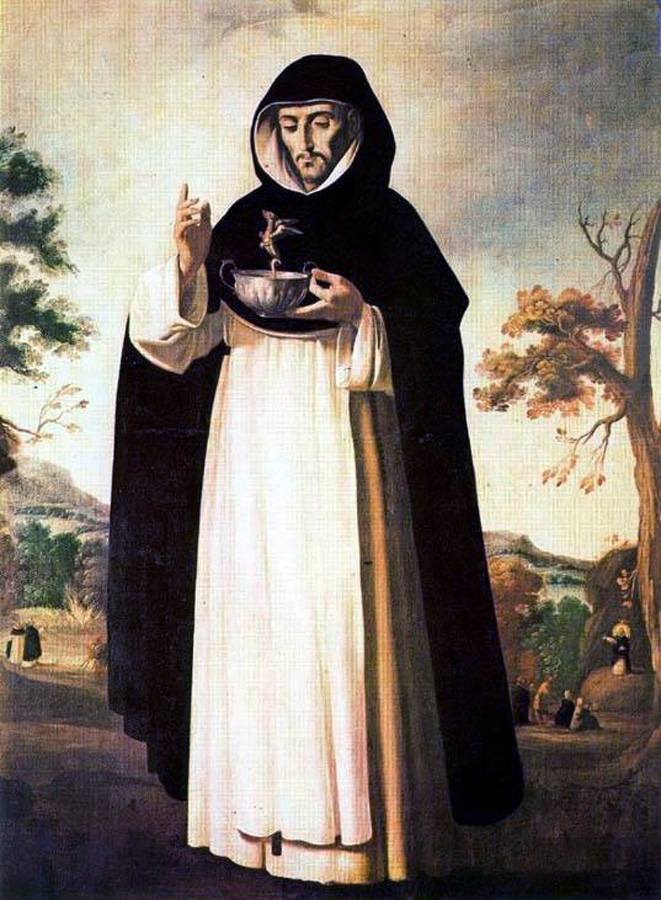
św. Ludwik Bertrand

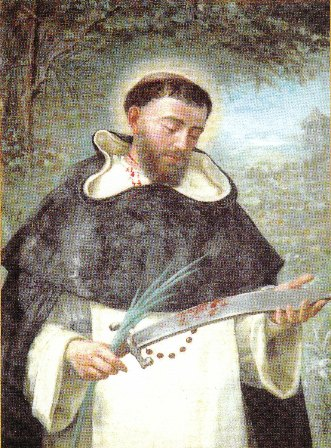
św. Piotr Almato

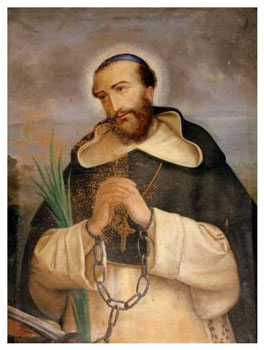
św. Walenty Berrio-Ochoa

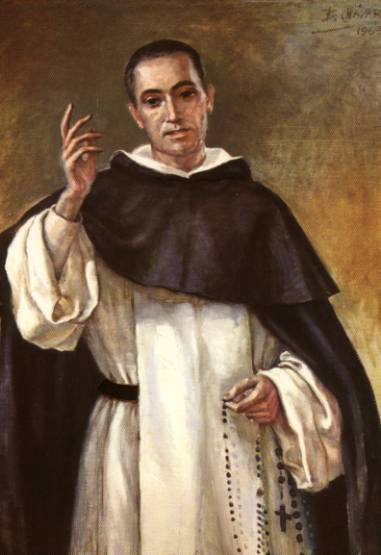
św. Franciszek Coll

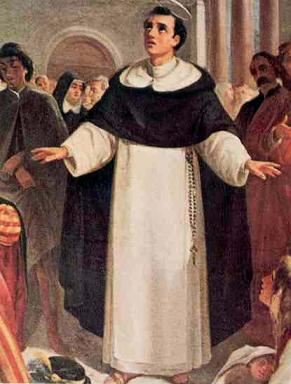
bł. Augustyn Fangi z Biella

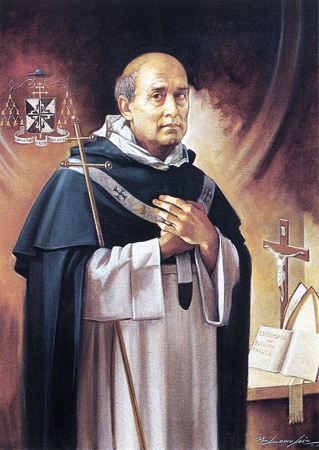
św. Bartłomiej Fernandes od Męczenników

### Święci
- Dominik Guzmán, kapłan (zm. 1221)
- Piotr González, kapłan (zm. 1246)
- Piotr z Werony, kapłan i męczennik (zm. 1252)
- Jacek Odrowąż, kapłan (zm. 1257)
- Tomasz z Akwinu, kapłan i doktor Kościoła (zm. 1274)
- Rajmund z Penyafortu, kapłan (zm. 1275)
- Albert Wielki, biskup i doktor Kościoła (zm. 1280)
- Wincenty Ferreriusz, kapłan (zm. 1419)
- Antonin z Florencji, biskup (zm. 1459)
- Jan z Kolonii, kapłan i męczennik (zm. 1572)
- Pius V, papież (zm. 1572)
- Ludwik Bertrand, kapłan (zm. 1581)
- Bartłomiej Fernandes od Męczenników, biskup (zm. 1590)
- Dominik Ibáñez de Erquicia, kapłan i męczennik (zm. 1633)
- Franciszek Shōemon, brat zakonny i męczennik (zm. 1633)
- Jakub Kyusei Gorōbyōe Tomonaga, kapłan i męczennik (zm. 1633)
- Łukasz od Ducha Świętego Alonso Gorda, kapłan i męczennik (zm. 1633)
- Mateusz od Różańca Kohyōe, nowicjusz i męczennik (zm. 1633)
- Jordan Ansalone, kapłan i męczennik (zm. 1634)
- Tomasz od św. Jacka Hioji Rokusayemon Nishi, kapłan i męczennik (zm. 1634)
- Antoni Gonzalez, kapłan i męczennik (zm. 1637)
- Michał de Aozaraza, kapłan i męczennik (zm. 1637)
- Wilhelm Courtet, kapłan i męczennik (zm. 1637)
- Wincenty od Krzyża Shiwozuka, kapłan i męczennik (zm. 1637)
- Marcin de Porrès, brat zakonny (zm. 1639)
- Jan Macias, brat zakonny (zm. 1645)
- Franciszek de Capillas, kapłan i męczennik (zm. 1648)
- Franciszek Gil de Frederich, kapłan i męczennik (zm. 1745)
- Mateusz Alonso de Leciniana, kapłan i męczennik (zm. 1745)
- Piotr Sans i Yordà, biskup i męczennik (zm. 1747)
- Franciszek Diaz, kapłan i męczennik (zm. 1748)
- Franciszek Serrano, kapłan i męczennik (zm. 1748)
- Jan Alcober, kapłan i męczennik (zm. 1748)
- Joachim Royo, kapłan i męczennik (zm. 1748)
- Hiacynt Casteñeda, kapłan i męczennik (zm. 1773)
- Wincenty Phạm Hiếu Liêm, kapłan i męczennik (zm. 1773)
- Dominik Henares, biskup i męczennik (zm. 1838)
- Dominik Nguyễn Văn Hạnh, kapłan i męczennik (zm. 1838)
- Ignacy Delgado, biskup i męczennik (zm. 1838)
- Józef Fernández, kapłan i męczennik (zm. 1838)
- Piotr Nguyễn Văn Tự, kapłan i męczennik (zm. 1838)
- Wincenty Đỗ Yến, kapłan i męczennik (zm. 1838)
- Dominik Nguyễn Văn Xuyên, kapłan i męczennik (zm. 1839)
- Dominik Vũ Đình Tước, kapłan i męczennik (zm. 1839)
- Tomasz Đinh Viết Dụ, kapłan i męczennik (zm. 1839)
- Dominik Trạch, kapłan i męczennik (zm. 1840)
- Józef Đỗ Quang Hiển, kapłan i męczennik (zm. 1840)
- Dominik Hà Trọng Mậu, kapłan i męczennik (zm. 1858)
- Józef María Díaz Sanjurjo, biskup i męczennik (zm. 1858)
- Józef Sampedro, biskup i męczennik (zm. 1858)
- Hieronim Hermosilla, biskup i męczennik (zm. 1861)
- Józef Tuân, kapłan i męczennik (zm. 1861)
- Piotr Almato, kapłan i męczennik (zm. 1861)
- Walenty Berrio-Ochoa, biskup i męczennik (zm. 1861)
- Franciszek Coll, kapłan (zm. 1875)

### Błogosławieni
- Reginald z Orleanu, kapłan (zm. 1220)
- Bertrand z Garrigue, kapłan (zm. 1230)
- Manes Guzmán, kapłan, brat św. Dominika (zm. 1235)
- Jordan z Saksonii, kapłan (zm. 1237)
- Czesław Odrowąż, kapłan (zm. 1242)

- Jan z Salerno, kapłan (zm. 1242)

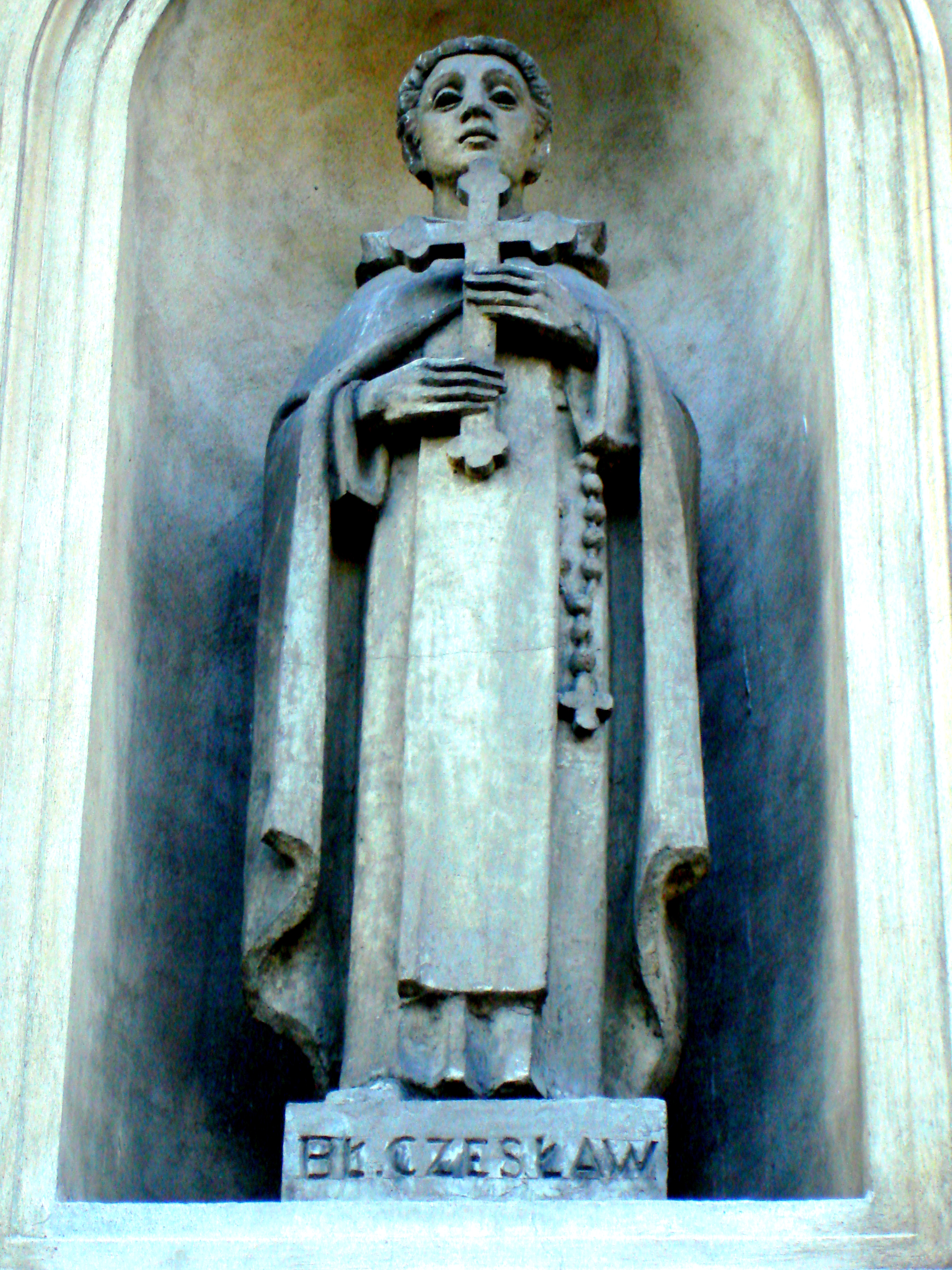
bł. Czesław

- Bernard z Rochefort, kapłan i męczennik (zm. 1242)
- Garcia z Aure, brat zakonny i męczennik (zm. 1242)
- Wilhelm Arnaud, kapłan i męczennik (zm. 1242)
- Isnard z Chiampo, kapłan (zm. 1244)
- Guala z Bergamo, biskup (zm. 1244)
- Mikołaj Paglia, kapłan (zm. 1256)
- Gonsalwy z Amaranto, kapłan (zm. ok. 1259)
- Sadok i 48 Sandomierskich Dominikańskich Męczenników, męczennicy (zm. 1260)
- Idzi z Santarém (Idzi z Vouzella), kapłan (zm. 1265)
- Wit, biskup (zm. 1268)
- Bartłomiej z Vicenzy, biskup (zm. 1270)
- Innocenty V, papież (zm. 1276)
- Jan z Vercelli, kapłan (zm. 1283)
- Ambroży Sansedoni, kapłan (zm. 1287)
- Jakub de Voragine, biskup (zm. 1298)
- Jakub z Bevagna, kapłan (zm. 1301)
- Benedykt XI, papież (zm. 1304)
- Jordan z Pizy, kapłan (zm. 1311)
- Jakub Salomoni, kapłan (zm. 1314)
- Szymon Ballacchi, brat zakonny (zm. 1319)
- Augustyn Kažotić, biskup (zm. 1323)
- Jakub Benfatti, biskup (zm. 1332)
- Dalmacjusz Moner, kapłan (zm. 1341)
- Piotr z Ruffii, kapłan i męczennik (zm. 1365)
- Henryk Suzon, kapłan (zm. 1366)
- Antoni Pavoni, kapłan i męczennik (zm. 1374)
- Markolin z Forli, kapłan (zm. 1397)
- Rajmund z Kapui, kapłan (zm. 1399)
- Andrzej Franchi, biskup (zm. 1401)
- Jan Dominici, biskup (zm. 1419)
- Alwar z Kordoby, kapłan (zm. ok. 1430)
- Piotr z Città di Castello, kapłan (zm. 1445)
- Andrzej Abellon, kapłan (zm. 1450)
- Dominik Spadafora, kapłan (zm. 1450)
- Stefan Bandelli, kapłan (zm. 1450)
- Piotr Geremia, kapłan (zm. 1452)
- Jan z Fiesole (Fra Angelico), kapłan (zm. 1455)
- Wawrzyniec z Ripafratta, kapłan (zm. 1456)
- Antoni della Chiesa, kapłan (zm. 1459)
- Antoni Neyrot, kapłan i męczennik (zm. 1460)
- Bartłomiej Cerveri, kapłan i męczennik (zm. 1466)
- Mateusz Carrieri, kapłan (zm. 1470)
- Konstanty z Fabriano, kapłan (zm. 1481)
- Krzysztof z Mediolanu, kapłan (zm. 1484)
- Damian z Fulcheri, kapłan (zm. 1484)
- Andrzej z Peschiera, kapłan (zm. 1485)
- Bernard Scammacca, kapłan (zm. 1487)
- Jakub z Ulm, kapłan (zm. 1491)
- Augustyn Fangi z Biella, kapłan (zm. 1493)
- Aimone Taparelli, kapłan (zm. 1495)
- Sebastian Maggi, kapłan (zm. 1496)
- Marek z Modeny, kapłan (zm. 1499)
- Jan Liccio, kapłan (zm. 1511)
- Alfons z Navarrete, kapłan i męczennik (zm. 1617)
- Jan od św. Dominika Martínez Cid, kapłan i męczennik (zm. 1618)
- Alfons de Mena, kapłan i męczennik (zm. 1622)
- Anioł od św. Wincentego Ferreriusza (Michał Orsucci), kapłan i męczennik (zm. 1622)
- Dominik od Różańca (Jan Nagata Magoshichirō), brat zakonny i męczennik (zm. 1622)
- Franciszek Morales Sedeño, kapłan i męczennik (zm. 1622)
- Jacek Orfanell Prades, kapłan i męczennik (zm. 1622)
- Józef od św. Jacka Negro Maroto, kapłan i męczennik (zm. 1622)
- Ludwik Flores, kapłan i męczennik (zm. 1622)
- Mancjusz od św. Tomasza Shibata, brat zakonny i męczennik (zm. 1622)
- Tomasz od Ducha Świętego de Zumárraga Lazacano, kapłan i męczennik (zm. 1622)
- Tomasz od Różańca, kleryk i męczennik (zm. 1622)
- Piotr od św. Katarzyny Vazquez, kapłan i męczennik (zm. 1624)
- Ludwik Bertrand Exarch, kapłan i męczennik (zm. 1627)
- Mancjusz od Krzyża, brat zakonny i męczennik (zm. 1627)
- Piotr od św. Marii, brat zakonny i męczennik (zm. 1627)
- Antoni od św. Dominika, brat zakonny i męczennik (zm. 1628)
- Dominik Castellet Vinale, kapłan i męczennik (zm. 1628)
- Tomasz od św. Jacka, brat zakonny i męczennik (zm. 1628)
- Piotr O’Higgins, kapłan i męczennik (zm. 1642)
- Terencjusz Albert O’Brien, biskup i męczennik (zm. 1651)
- Franciszek de Posadas, kapłan (zm. 1713)
- Tomasz Rehm, kapłan i męczennik (zm. 1794)
- Jan Józef Lataste, kapłan (zm. 1869)
- Pius Albert Del Corona, biskup (zm. 1912)
- Jacek Maria Cormier, kapłan (zm. 1916)
- Abilio Sáiz López, brat zakonny i męczennik (zm. 1936)
- Alfred Fanjul Acebal, kapłan i męczennik (zm. 1936)
- Amado Cubenas Diego-Madrazo, kapłan i męczennik (zm. 1936)
- Antoni Emanuel López Couceiro, kapłan i męczennik (zm. 1936)
- Antoni Varona Ortega, kapłan i męczennik (zm. 1936)
- Bernardyn Irurzun Otermín, brat zakonny i męczennik (zm. 1936)
- Bonawentura García Paredes, kapłan i męczennik (zm. 1936)
- Celestyn Józef Alonso Villar, kapłan i męczennik (zm. 1936)
- Cyprian Alguacil Torredenaida, brat zakonny i męczennik (zm. 1936)
- Edward González Santo Domingo, brat zakonny i męczennik (zm. 1936)
- Eleuteriusz Marne Mansilla, brat zakonny i męczennik (zm. 1936)
- Elizeusz Miguel Largo, kapłan i męczennik (zm. 1936)
- Emanuel Álvarez Álvarez, kapłan i męczennik (zm. 1936)
- Emanuel Gutiérrez Ceballos, kapłan i męczennik (zm. 1936)
- Emanuel Moreno Martínez, kapłan i męczennik (zm. 1936)
- Emanuel Santiago Santiago, kleryk i męczennik (zm. 1936)
- Eugeniusz Andrés Amo, brat zakonny i męczennik (zm. 1936)
- Felicissimus Díez González, kapłan i męczennik (zm. 1936)
- Feliks Alonso Muniz, kapłan i męczennik (zm. 1936)
- Filip Jakub Meseguer Burillo, kapłan i męczennik (zm. 1936)
- Franciszek Calvo Burillo, kapłan i męczennik (zm. 1936)
- Franciszek Fernández Escosura, kleryk i męczennik (zm. 1936)
- Franciszek Monzón Romeo, kapłan i męczennik (zm. 1936)
- German Caballero Atienza, kapłan i męczennik (zm. 1936)
- Grzegorz Díez Pérez, kapłan i męczennik (zm. 1936)
- Gumersindus Soto Barros, brat zakonny i męczennik (zm. 1936)
- Henryk Canal Gómez, kapłan i męczennik (zm. 1936)
- Henryk Izquierdo Palacios, kapłan i męczennik (zm. 1936)
- Hiacynt Serrano López, kapłan i męczennik (zm. 1936)
- Hygin Roldán Iriberri, brat zakonny i męczennik (zm. 1936)
- Inocenty García Díez, kapłan i męczennik (zm. 1936)
- Isabelino Carmona Fernández, kapłan i męczennik (zm. 1936)
- Izydor Ordonez Díez, kapłan i męczennik (zm. 1936)
- Jacek García Riesco, brat zakonny i męczennik (zm. 1936)
- Jan Crespo Calleja, brat zakonny i męczennik (zm. 1936)
- Jan Herrero Arroyo, brat zakonny i męczennik (zm. 1936)
- Jan Mendibelzúa Ocerin, kapłan i męczennik (zm. 1936)
- Jesús Villaverde Andrés, kapłan i męczennik (zm. 1936)
- Joachim Prats Baltueña, nowicjusz i męczennik (zm. 1936)
- Józef Delgado Pérez, kleryk i męczennik (zm. 1936)
- Józef Gafo Muniz, kapłan i męczennik (zm. 1936)
- Józef López Tascón, kapłan i męczennik (zm. 1936)
- Józef Ludwik Palacio Muniz, kapłan i męczennik (zm. 1936)
- Józef Maria García Tabar, brat zakonny i męczennik (zm. 1936)
- Józef Maria González Solís, kapłan i męczennik (zm. 1936)
- Józef Maria Laguía Puerto, brat zakonny i męczennik (zm. 1936)
- Józef Maria López Carrillo, kapłan i męczennik (zm. 1936)
- Józef Maria Muro Sanmiguel, kapłan i męczennik (zm. 1936)
- Józef Maria Palacio Montes, kapłan i męczennik (zm. 1936)
- Józef Maria Vidal Segú, kapłan i męczennik (zm. 1936)
- Józef Menéndez García, kapłan i męczennik (zm. 1936)
- Józef Prieto Fuentes, kleryk i męczennik (zm. 1936)
- Józef Santonja Pinsach, kapłan i męczennik (zm. 1936)
- Konstantyn Fernández Álvarez, kapłan i męczennik (zm. 1936)
- Krzysztof Iturriaga-Echevarría, brat zakonny i męczennik (zm. 1936)
- Lambert Maria de Navascués y de Juan, nowicjusz i męczennik (zm. 1936)
- Leoncjusz Arce Urrutia, kapłan i męczennik (zm. 1936)
- Ludwik Urbano Lanaspa, kapłan i męczennik (zm. 1936)
- Ludwik Furones Furones (Arenas), kapłan i męczennik (zm. 1936)
- Łucjusz Martínez Mancebo, kapłan i męczennik (zm. 1936)
- Maksymin Fernández Marínas, kapłan i męczennik (zm. 1936)
- Michał Menéndez García, kapłan i męczennik (zm. 1936)
- Michał Rodríguez González, kapłan i męczennik (zm. 1936)
- Nikazy Romo Rubio, brat zakonny i męczennik (zm. 1936)
- Piotr Ibanez Alonso, kapłan i męczennik (zm. 1936)
- Piotr Luis Luis, brat zakonny i męczennik (zm. 1936)
- Piotr Vega Ponce, brat zakonny i męczennik (zm. 1936)
- Rafał Pardo Molina, brat zakonny i męczennik (zm. 1936)
- Rajmund Joachim Castaño González, kapłan i męczennik (zm. 1936)
- Rajmund Peiró Victori, kapłan i męczennik (zm. 1936)
- Reginald Hernández Ramírez, kapłan i męczennik (zm. 1936)
- Santiago Franco Mayo, kapłan i męczennik (zm. 1936)
- Saturiusz Rey Robles, kapłan i męczennik (zm. 1936)
- Stanisław García Obeso, kapłan i męczennik (zm. 1936)
- Teofil Montes Calvo, brat zakonny i męczennik (zm. 1936)
- Tyrusus Manrique Melero, kapłan i męczennik (zm. 1936)
- Vidal Luis Gómara, kapłan i męczennik (zm. 1936)
- Wiktor García Ceballos, kapłan i męczennik (zm. 1936)
- Wiktorian Ibánez Alonso, brat zakonny i męczennik (zm. 1936)
- Wincenty Álvarez Cienfuegos, kapłan i męczennik (zm. 1936)
- Wincenty Pena Ruiz, kapłan i męczennik (zm. 1936)
- Wincenty Rodríguez Fernández, kapłan i męczennik (zm. 1936)
- Michał Czartoryski, kapłan i męczennik (zm. 1944)
- Józef Girotti, kapłan i męczennik (zm. 1945)
- Piotr Claverie, biskup i męczennik (zm. 1996)

## Mniszki Zakonu Kaznodziejskiego

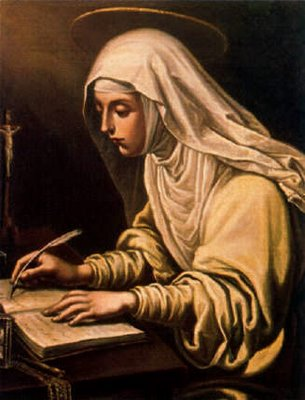
św. Katarzyna del Ricci

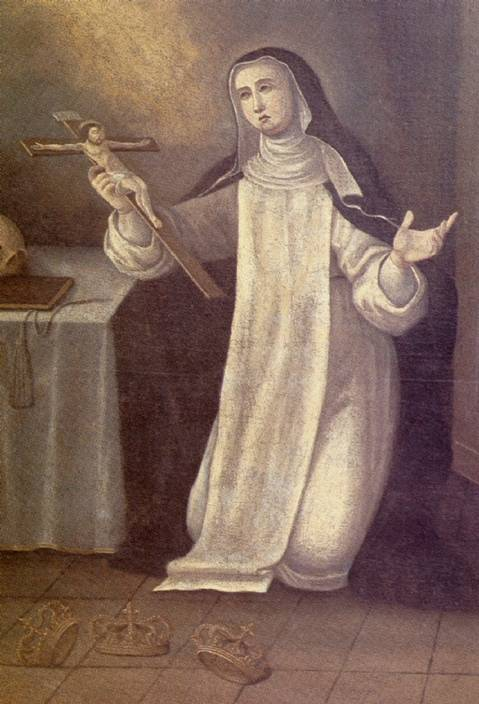
bł. Joanna Portugalska

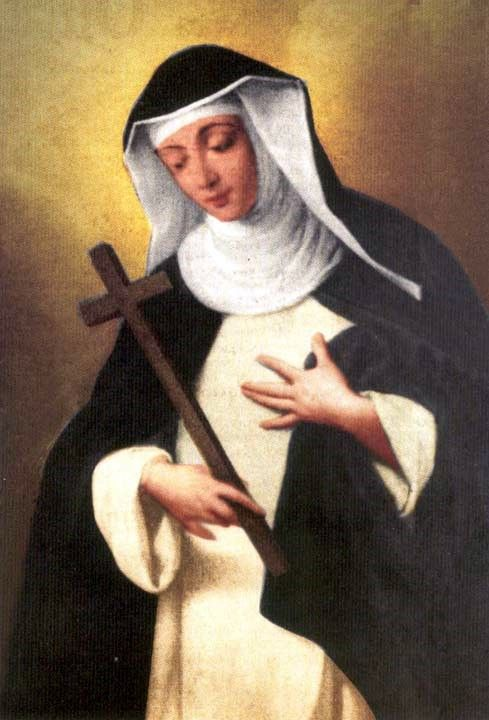
bł. Agnieszka do Jezusa Galand

### Święte
- Małgorzata Węgierska, dziewica (zm. 1271)
- Agnieszka z Montepulciano, dziewica (zm. 1317)
- Katarzyna del Ricci, dziewica (zm. 1590)

### Błogosławione
- Diana Andalo, dziewica (zm. 1236)
- Ilona, stygmatyczka (zm. 1270)
- Cecylia Cesarini, dziewica (zm. 1290)
- Emilia Bicchieri, dziewica (zm. 1314)
- Imelda Lambertini, dziewica (zm. 1333)
- Małgorzata Ebner, dziewica (zm. 1351)
- Ingryda Szwedzka, wdowa (XIII w.)
- Klara Gambacorta, wdowa (zm. 1420)
- Maria Mancini, wdowa (zm. 1431)
- Małgorzata Sabaudzka, wdowa (zm. 1464)
- Joanna Portugalska, dziewica (zm. 1490)
- Agnieszka do Jezusa Galand, dziewica (zm. 1634)
- Anna od Aniołów Monteagudo, dziewica (zm. 1686)
- Józefina Sauleda Paulis, męczennica (zm. 1936)

## Inne zgromadzenia o duchowości dominikańskiej

### Błogosławione
Zgromadzenia Sióstr św. Dominika
- Julia Rodzińska, męczennica (zm. 1945)

Zgromadzenia Sióstr Dominikanek Miłosierdzia od Ofiarowania NMP
- Maria Poussepin, dziewica (zm. 1744)

Siostry Szkolne od Niepokalanego Poczęcia (dawniej: tercjarki regularne św. Katarzyny)
- Maria del Camen Zaragoza, męczennica (zm. 1936)
- Maria Róża Adrover Martí, męczennica (zm. 1936)

Zgromadzenie Matki Bożej Wniebowziętej
- Adelfa Soro Bo, męczennica (zm. 1936)
- Otylia Alonso González, męczennica (zm. 1936)
- Ramona Fossas Románs, męczennica (zm. 1936)
- Ramona Perramón Vila, męczennica (zm. 1936)
- Reginalda Picas Planas, męczennica (zm. 1936)
- Róża Jutglar Gallart, męczennica (zm. 1936)
- Teresa Prats Martí, męczennica (zm. 1936)

## III Zakon (Świeccy dominikanie)

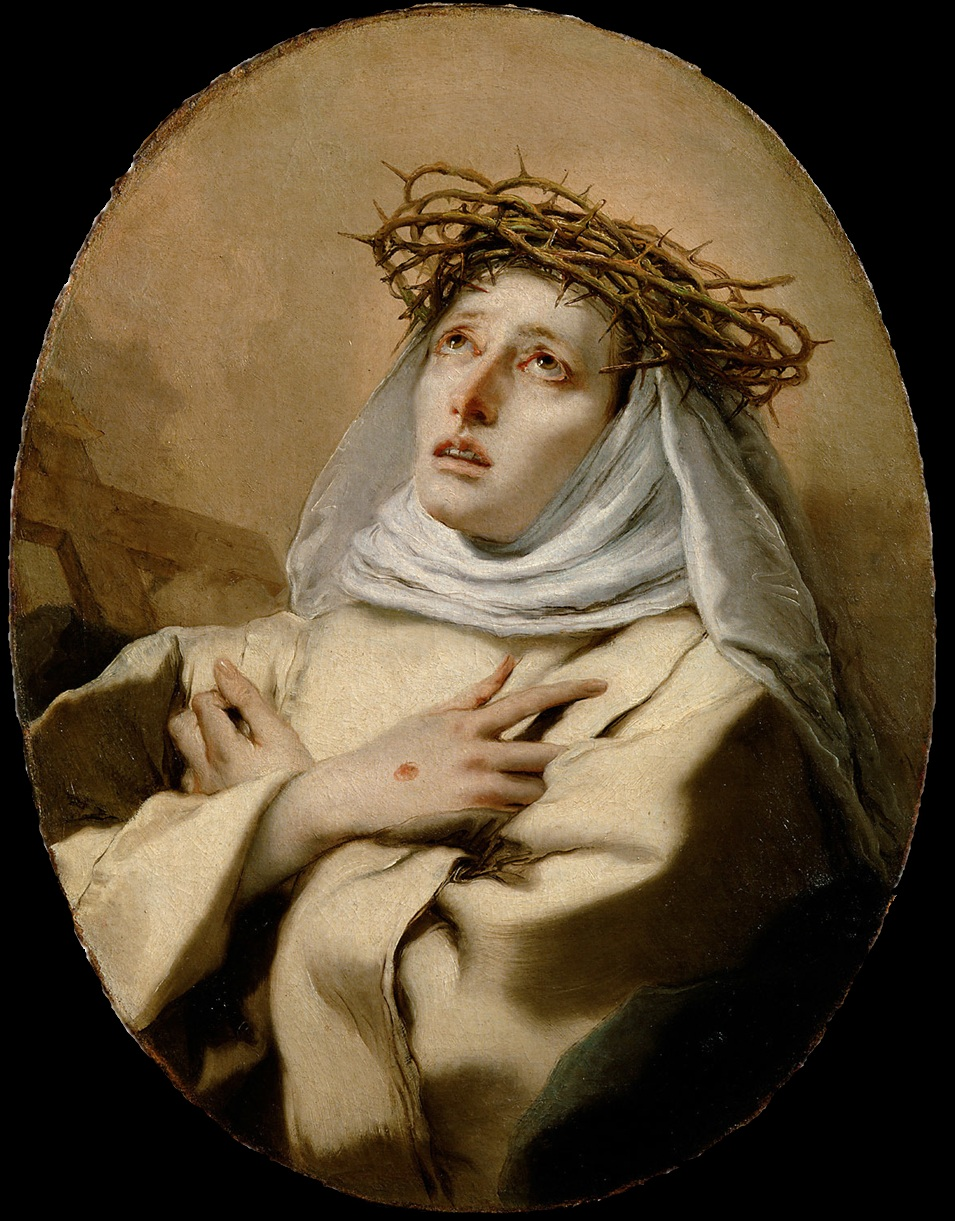
św. Katarzyna ze Sieny

św. Róża z Limy

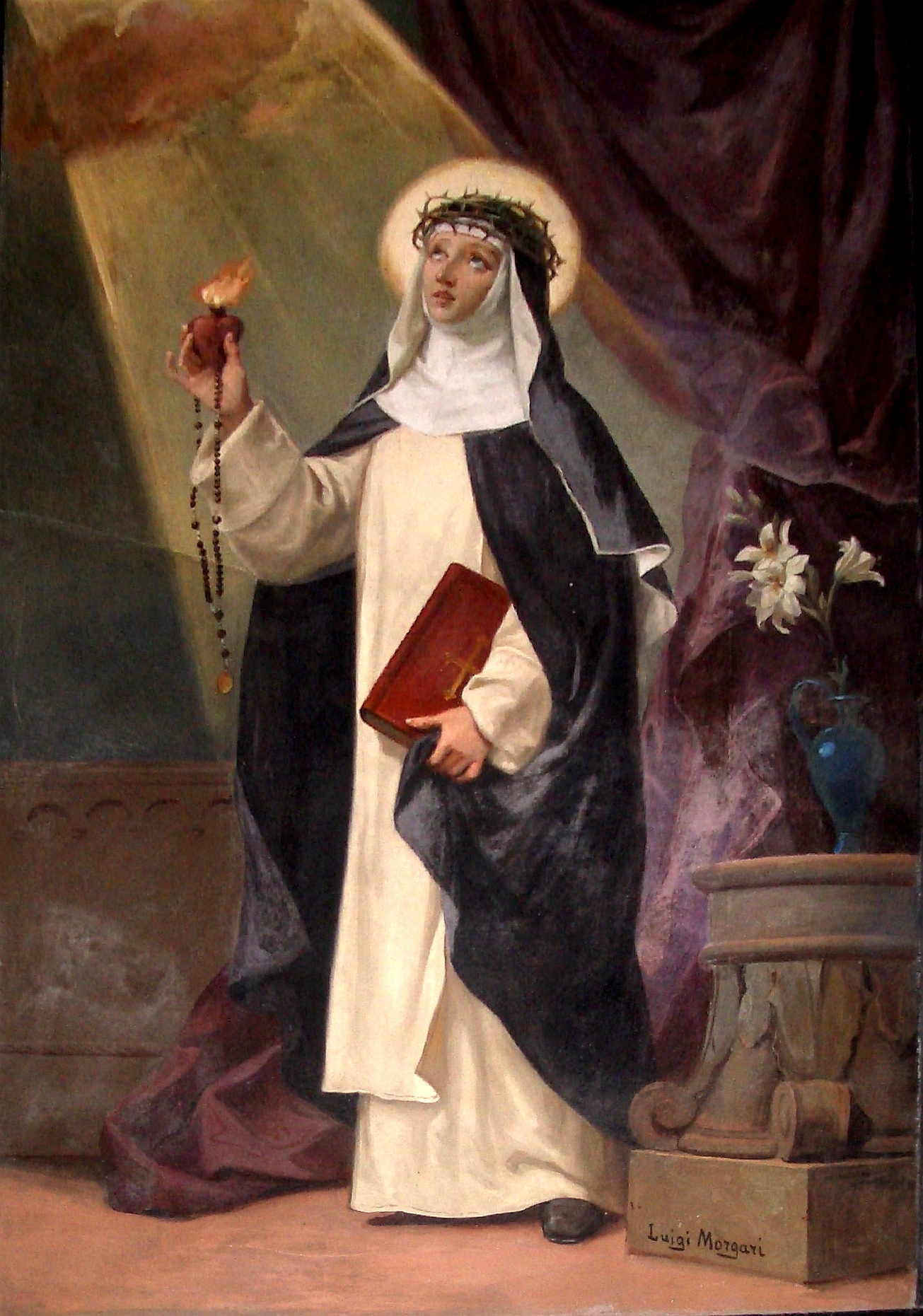
bł. Magdalena Panattieri

### Tercjarki

#### Święte
- Zdzisława Czeska, matka rodziny (zm. 1252)
- Katarzyna ze Sieny, dziewica (zm. 1380)
- Róża z Limy, dziewica (zm. 1617)
- Magdalena z Nagasaki, męczennica (zm. 1634)
- Maryna z Ōmury, męczennica (zm. 1634)
- Narcyza od Jezusa, dziewica (zm. 1869)

#### Błogosławione
- Benwenuta Bojani, dziewica (zm. 1292)
- Joanna z Orvieto, dziewica (zm. 1306)
- Małgorzata z Città di Castello, dziewica (zm. 1320)
- Willana de Botti, matka rodziny (zm. 1361)
- Sybillina Biscossi, dziewica (zm. 1367)
- Kolumba z Rieti, dziewica (zm. 1501)
- Magdalena Panattieri, dziewica (zm. 1503)
- Hosanna z Mantui, dziewica (zm. 1505)
- Stefania Quinzani, dziewica (zm. 1530)
- Łucja z Narni, dziewica (zm. 1544)
- Hosanna z Kotoru, dziewica (zm. 1565)
- Katarzyna z Racconigi, dziewica (zm. 1574)
- Maria Bartłomieja Bagnesi, dziewica (zm. 1577)
- Maria Tanaka, męczennica (zm. 1622)
- Franciszka Pinzokere, męczennica (zm. 1627)
- Magdalena Kiyota, męczennica (zm. 1627)
- Łucja Omura, męczennica (zm. 1628)
- Katarzyna Jarrige, dziewica (zm. 1836)

### Tercjarze

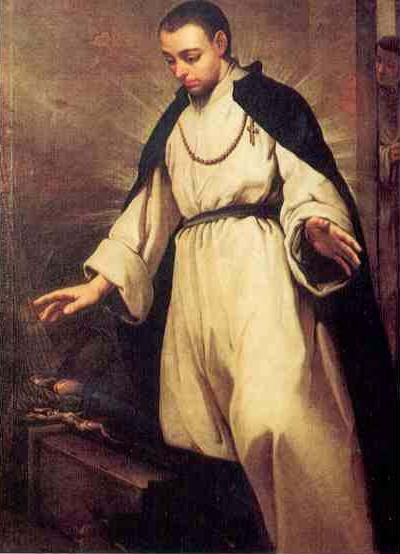
bł. Albert z Bergamo

#### Święci
- Ludwik Maria Grignion de Montfort, kapłan (zm. 1716)
- Franciszek Đỗ Văn Chiểu, męczennik (zm. 1838)
- Józef Đặng Đình Viên, kapłan i męczennik (zm. 1838)
- Józef Hoàng Lương Cảnh, męczennik (zm. 1838)
- Józef Nguyễn Đình Uyển, męczennik (zm. 1838)
- Augustyn Nguyễn Văn Mới, męczennik (zm. 1839)
- Dominik Bùi Văn Úy, męczennik (zm. 1839)
- Franciszek Ksawery Hà Trọng Mậu, męczennik (zm. 1839)
- Stefan Nguyễn Văn Vinh, męczennik (zm. 1839)
- Tomasz Nguyễn Văn Đệ, męczennik (zm. 1839)
- Tomasz Toán, męczennik (zm. 1840)
- Augustyn Schoeffler, kapłan i męczennik (zm. 1851)
- Dominik Cẩm, kapłan i męczennik (zm. 1859)
- Dominik Phạm Trọng Khảm, męczennik (zm. 1859)
- Józef Phạm Trọng Tả, męczennik (zm. 1859)
- Łukasz Phạm Trọng Thìn, męczennik (zm. 1859)
- Tomasz Khuông, kapłan i męczennik (zm. 1860)
- Józef Nguyễn Duy Khang, męczennik (zm. 1861)
- Arnold Janssen, kapłan (zm. 1909)
- Józef Gabriel Brochero, kapłan (zm. 1914)

#### Błogosławieni
- Albert z Bergamo, wdowiec (zm. 1279)
- Adrian Fortescue, męczennik (zm. 1539)
- Robert Nutter, kapłan i męczennik (zm. 1600)
- Aleksy Sanbashi Saburō, męczennik (zm. 1622)
- Kacper Koteda, męczennik (zm. 1622)
- Paweł Nagaishi, męczennik (zm. 1622)
- Paweł Tanaka, męczennik (zm. 1622)
- Gajusz Akashi Jiemon, męczennik (zm. 1627)
- Leon Franciszek Kurōbyōe Nakamura, męczennik (zm. 1627)
- Dominik Shobyōye, męczennik (zm. 1628)
- Jakub Hayashida, męczennik (zm. 1628)
- Jan Imamura, męczennik (zm. 1628)
- Jan Tomachi, męczennik (zm. 1628)
- Leon Aibara, męczennik (zm. 1628)
- Ludwik Nihachi, męczennik (zm. 1628)
- Mateusz Alvarez Anjin, męczennik (zm. 1628)
- Michał Himonoya, męczennik (zm. 1628)
- Michał Yamada Kasahashi, męczennik (zm. 1628)
- Paweł Aibara Sandayū, męczennik (zm. 1628)
- Paweł Himonoya, męczennik (zm. 1628)
- Roman Aibara, męczennik (zm. 1628)
- Piotr Jerzy Frassati, student (zm. 1925)
- Bartłomiej Longo, wdowiec (zm. 1926)
- Anteros Mateusz García, męczennik (zm. 1936)
- Michał Peiró Victori, męczennik (zm. 1936)